# برت گاور
برت گاور (انگلیسی: Bert Gower؛ ۲۶ مارس ۱۸۹۹ – ۲۳ اوت ۱۹۵۹) بازیکن فوتبال اهل بریتانیا بود.
از باشگاه‌هایی که در آن بازی کرده‌است می‌توان به باشگاه فوتبال دالیچ هملت، باشگاه فوتبال ساوتال، و باشگاه فوتبال برنتفورد اشاره کرد.